# Thomas Morell

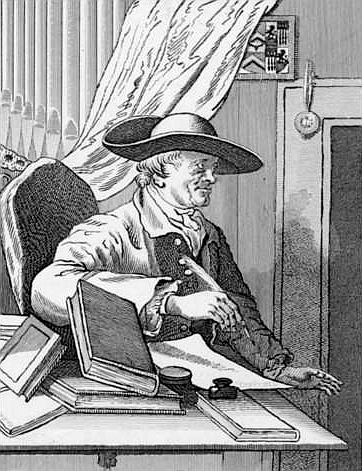
Thomas Morell

Thomas Morell (* 18. März 1703 in Eton, Buckinghamshire; † 19. Februar 1784 in Turnham Green bei London, Begräbnis am 27. Februar 1784 in Chiswick) war ein englischer Geistlicher und Librettist.
Reverend Morell war Schüler des Eton College und Fellow des King’s College in
Cambridge. Er verfasste das Libretto verschiedener bekannter Werke. Dazu gehören vor allem mehrere Libretti zu Werken von Georg Friedrich Händel, deren Uraufführung im Covent Garden Theatre in London stattfand:
- Judas Maccabaeus, Oratorium, 1. April 1747
- Alexander Balus, 9. März 1748
- Joshua, 23. März 1748
- Solomon, 17. März 1749
- Theodora, 16. März 1750
- Jeptha, 26. Februar 1752
- The Triumph of Time and Truth, endgültige, letzte Fassung von Il Trionfo del Tempo, Uraufführung am 11. März 1757
- Gideon

Der Text zu Judas Maccabaeus wurde 1747 mit einer Widmung an Prince William, Duke of Cumberland veröffentlicht:
„To His Royal Highness Prince William, Duke of Cumberland, this faint portraiture of a Truly Wise, Valiant, and Virtuous Commander, As to the Possessor of the like Noble Qualities, is, with most profound Respect and Veneration, inscribed, by His Royal Highness’s Most obedient, and most devoted Servant, The Author.“
Es gibt einige Anekdoten über die Zusammenarbeit zwischen Händel und Morell, die jener später in seinen Memoiren veröffentlichte.
Darüber hinaus publizierte Morell auch als Herausgeber ein Wörterbuch Latein-Englisch des Autors Robert Ainsworth (1660–1743): An abridgment of Ainsworth’s dictionary, English and Latin, designed for the use of schools. By Thomas Morell. und im Jahr 1766 das M. Beni. Hederici lexicon manuale graecum von Benjamin Hederich.